# Maschinensaal
Maschniensaal je sbírka strojů, map, plánů a knih, která měla sloužit k výuce studentů na Stavovské inženýrské škole.
Založil ji Franz Anton Leonard Herget. Obsahovala asi 400 kusů technických strojů a kolem 1000 kusů map. Sbírka později přešla pod správu Pražské polytechniky (dnes České vysoké učení technické v Praze), kde byla jednou z nejbohatších sbírek. Byla to strojní hala s četnými modely pákových zařízení, strojů, hydraulických a hydrostatických a mechanických zařízení. Stal se součástí tzv. technologického strojního sálu, vzniklého roku 1842 vytříděním textilních předmětů.
Sbírka také doplněna o mnoho originálů. O tuto akvizici se zasloužil František Josef Gerstner.